# Sköna Helena (1903)
Sköna Helena är en svensk film från 1903 i regi av Ernest Florman. Filmen premiärvisades 11 juni 1903 i Helsingborg.
"Filmen" är egentligen ingen film, utan filmning av en scenframställning av operetten Sköna Helena, främst framför men delvis även bakom scen.

## Rollista i urval
- Anna Norrie – Sköna Helena